# Мадейскі (стадіон)
«Мадейскі» (англ. «Madejski Stadium») — багатофункціональний стадіон в Редінгу, Англія. Є домашньою ареною футбольного клубу «Редінг» і регбійного клубу «Лондон Айріш». Названий на честь власника «Редінга» сера Джона Мадейскі.
План будівництва нового стадіону виник у Джона Мадейскі ще 1995 року, так як на його думку стара арена «роялс», 15-тисячний «Елм Парк», був непридатний для розширення і не відповідає амбіціям клубу. «Редінг» зіграв матч відкриття на стадіоні 22 серпня 1998, обігравши «Лутон Таун» з рахунком 3:0. Офіційне відкриття відбулося 10 вересня того ж року в присутності герцогині Глостерської Брігітти.
Після декількох сезонів успішного виступу «роялс» в Прем'єр-лізі виникли плани розширення місткість стадіону до 37 000 місць. 2007 року роботи навіть були розпочаті, але згодом були заморожені у зв'язку з вильотом «Редінга» до нижчого дивізіону.